# 左雄
左 雄（さ ゆう、? - 138年）は、後漢の政治家。字は伯豪。南陽郡涅陽県の人。

## 経歴
安帝の時代、孝廉に推挙され、やがて冀州刺史となった。当時、州には豪族が多く、刺史に請託を好んだが、左雄は常に門を閉ざし、彼らと交際しなかった。また、貪猾な太守を訴えて忌避することがない人物だった。
順帝の永建年間（126年-132年）初め、公車で徴されて議郎を拝命した。当時順帝が新しく即位したばかりで、大臣は懈怠し、政事には欠けるところが多かった。左雄はしばしば提言し、この言葉は心からのものだった。当時の廷臣の無為を嘆いていた尚書僕射の虞詡が、左雄を、忠誠で公正、節義があると推薦し、尚書に抜擢された。
のちに昇進して尚書令となり、政務を執ることになった。左雄の上奏によって太学が修繕され、これは陽嘉元年（132年）に完成して、増員が施された。同年、孝廉の被推挙者に40歳以上という年限を設け、着任の前に試験を課すことで官吏の質の維持を試みた。この制度は胡広や張衡らの激しい反対を受けたが、順帝はあくまで施行を命じ、翌年、胡広らをはじめ十数人が誤った者を推挙したとして罷免された。試験を通って郎中を拝命した者は、陳蕃・李膺・陳球など三十数人に過ぎなかった。太守達はおそれおののき、軽率な推挙をする者はなくなった。これによって、順帝の存命中、推挙登用は清平となり、多くの人材を得ることになった。
左雄は孝廉を改革する一方、上奏や尚書の運営には古典に倣う人物であり、九卿を鞭打つ刑に処すことを取り止め、順帝の乳母の宋娥を山陽君に封じることを災異を理由に重ねて反対した。宋娥はのちに誣告の罪が発覚して爵位を取り上げられた。
やがて司隷校尉に転属となった。左雄はかつて周挙を尚書に推薦したが、司隷校尉になってから、もとの冀州刺史の馮直という人物を将帥として推挙した。しかし馮直は収賄の罪を犯し、周挙は連座として左雄をも弾劾した。左雄は法を遵守して恩人にも阿らない人物を推挙できたことに「これぞ韓厥の挙なり」と喜んだ。その態度に天下は感服した。この事件によって左雄は罷免された。
のちに復職して尚書となったが、永和3年（138年）に死去した。後漢書は左雄を順帝の朝廷に集った賢才の一人に数え、特に孝廉の制度を改革したことを高く評価している。しかし、順帝は朝廷に多くの逸材を集めたが、結局は宦官や愛妾を重んじて旧弊を正すことができず、左雄の言も用いられることは少なかった。